# Сенгилеевские горы
Сенгилеевские горы — национальный парк, занесён в соответствующий кадастр как ООПТ Ульяновской области. С 2017 года национальный парк России.

## Описание
Вся площадь лесов относится к лесам 1 группы. В лесном фонде преобладают мягколиственные насаждения, где главенствующее положение занимает берёза (47,2 %), из хвойных пород преобладает сосна, (99,8 %) из твёрдолиственных — дуб низкоствольный.
На территории национального парка зарегистрировано более 80 видов грибов и более 800 видов растений, обитают более 50 видов млекопитающих, более 140 видов птиц, 17 видов земноводных и пресмыкающихся, около 1500 видов насекомых, в водоёмах — около 30 видов рыб. При этом ряд видов растений и животных находятся под особой охраной и занесены в Красные книги России и Ульяновской области в целом.
Центральная часть национального парка, представляющая собой водораздел, является основной зоной формирования, накопления и распределения подземных вод, питающих население как к северу, так к югу от национального парка питьевой водой, а сельхозугодья — необходимой для урожая влагой.
Площадь ООПТ: 43 697 га.

## Основания для создания ООПТ и её значимость
Сохранение и восстановление нарушенных природных и историко-культурных комплексов и объектов на этой уникальной природной территории. Развивающаяся категория ООПТ, создаваемая для сохранения среды, видового и ландшафтного разнообразия, организации рекреационного использования условий, экологического воспитания, научных исследований и мониторинга.

## Перечень основных объектов охраны
Леса: лесные культуры 19,4 % и естественные насаждения 80 %. Акватория Куйбышевского водохранилища, лесные прибрежные полосы до 200 м, останец «Гранное ухо», степные «ягодные склоны», редкие виды животных.

## Галерея

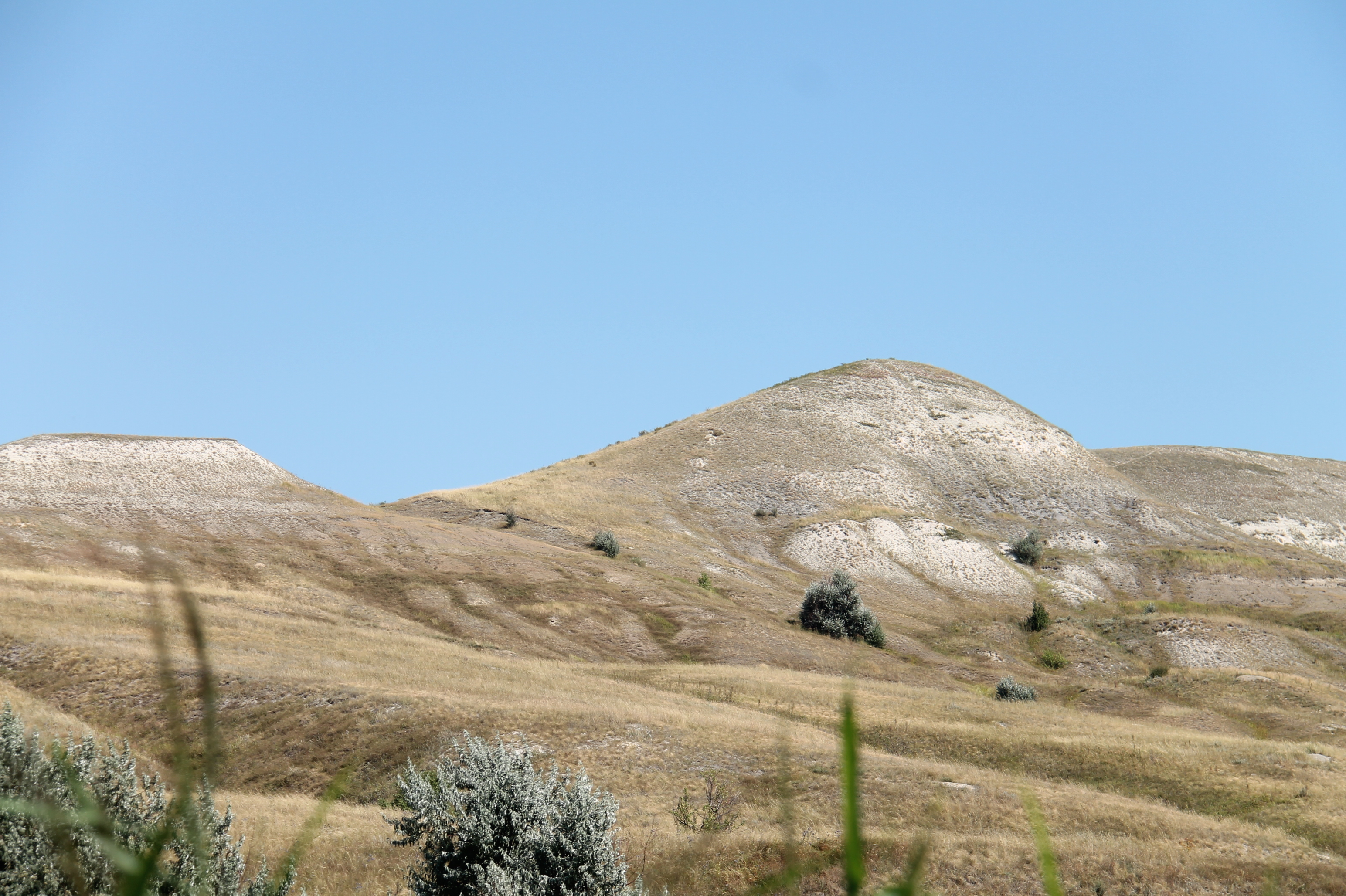
Арбугинская гора — меловой холм у села Криуши: Часть Сенгилеевских гор
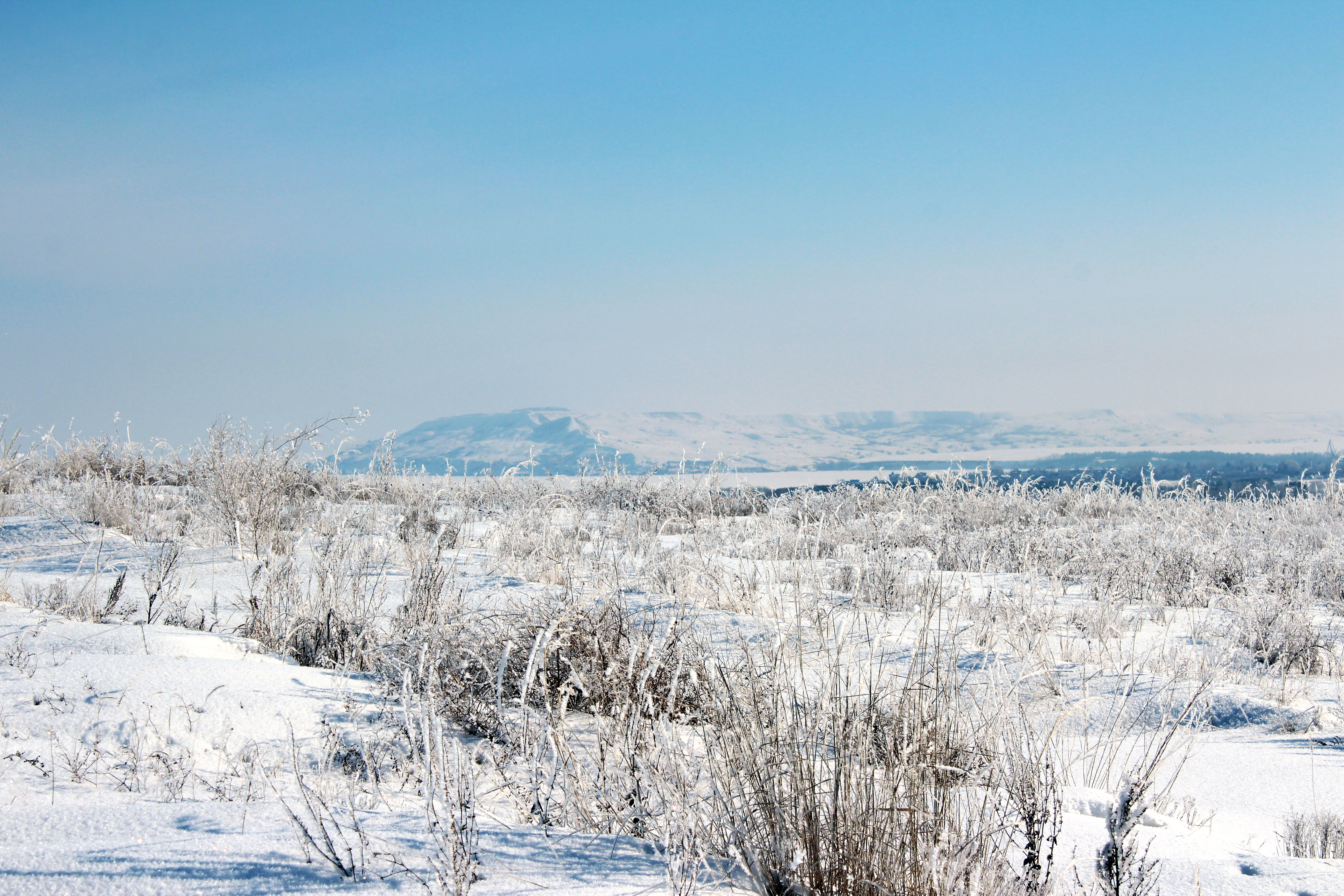
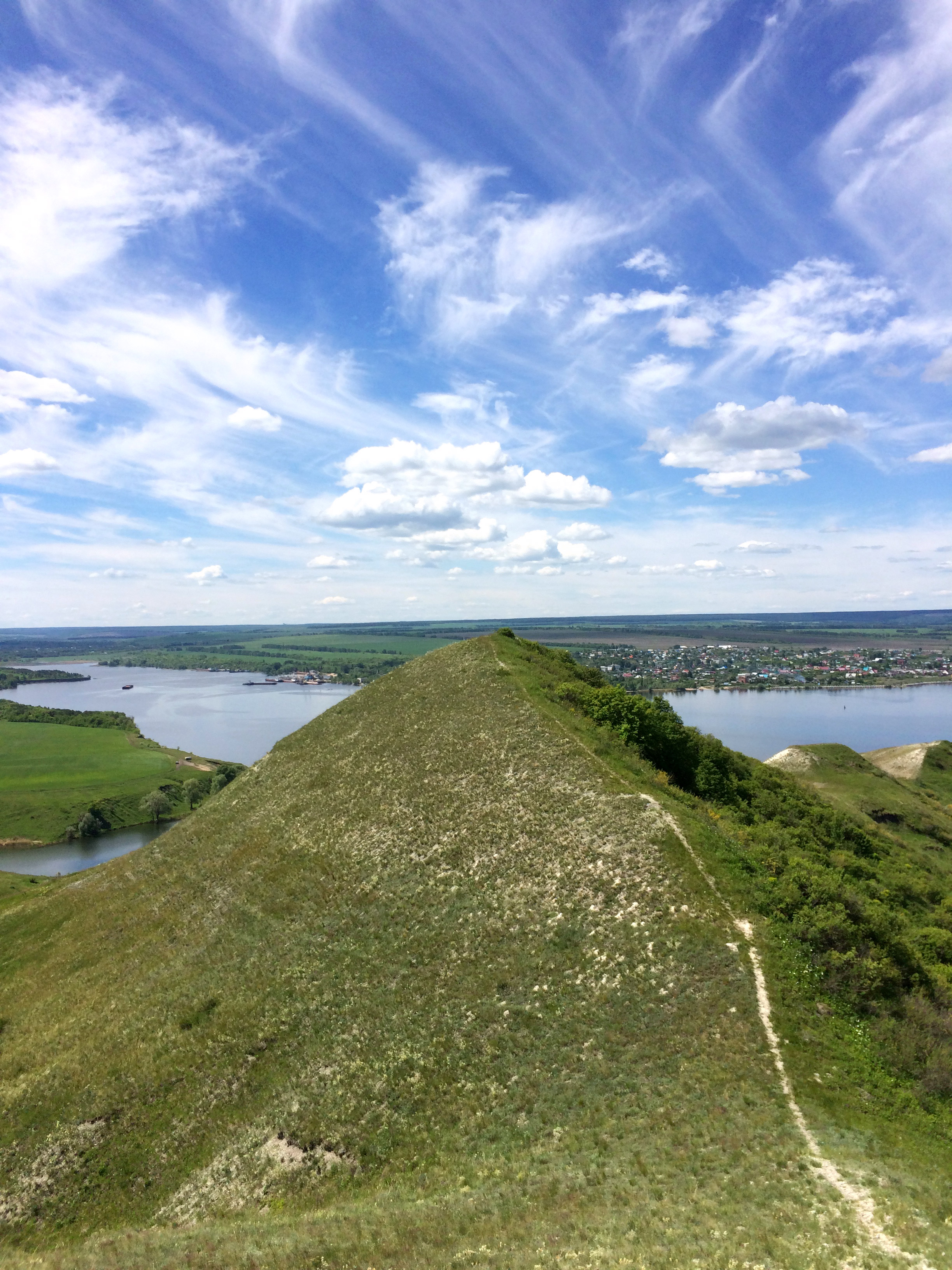
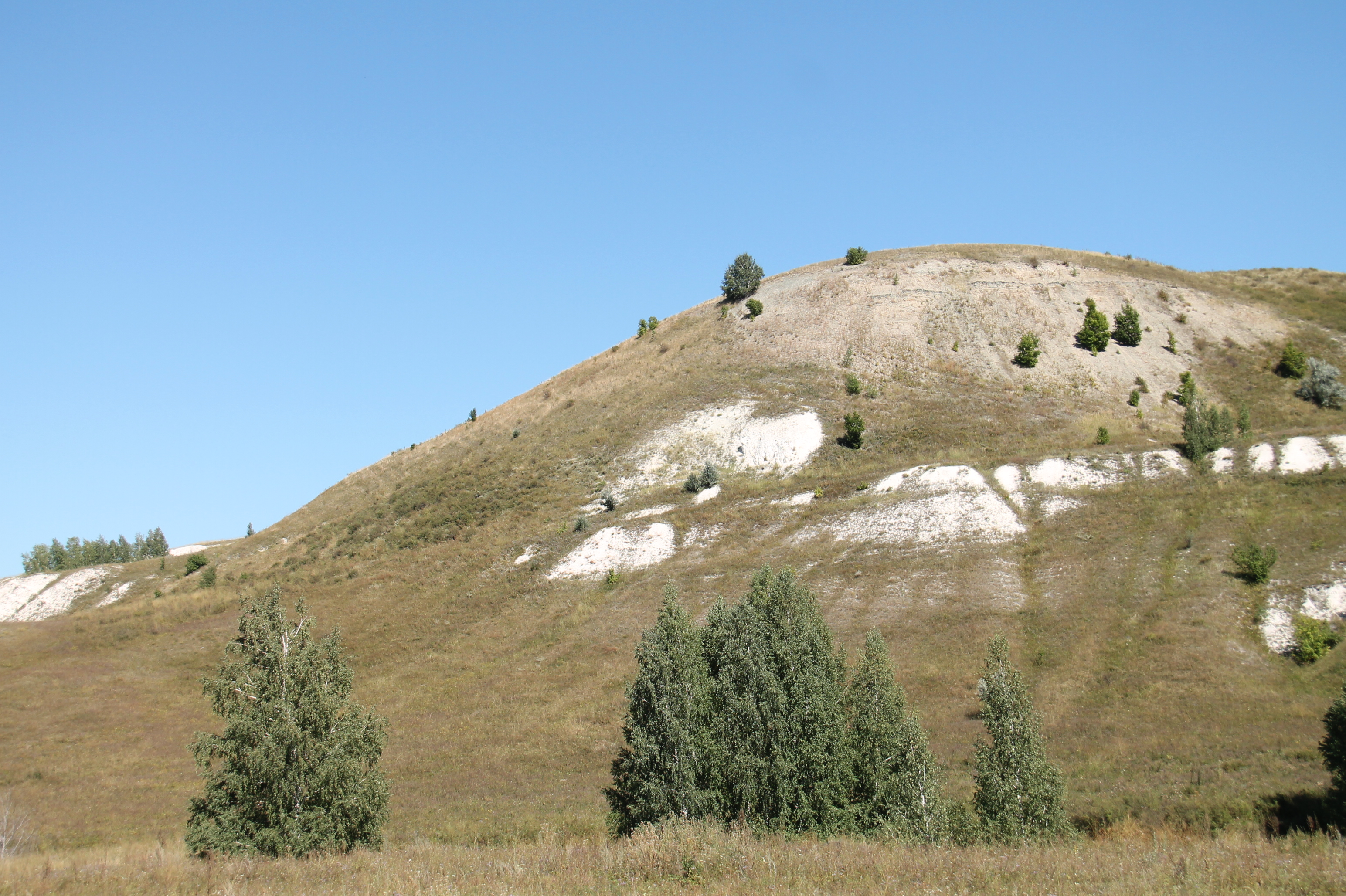
Палеогеновый Бугор
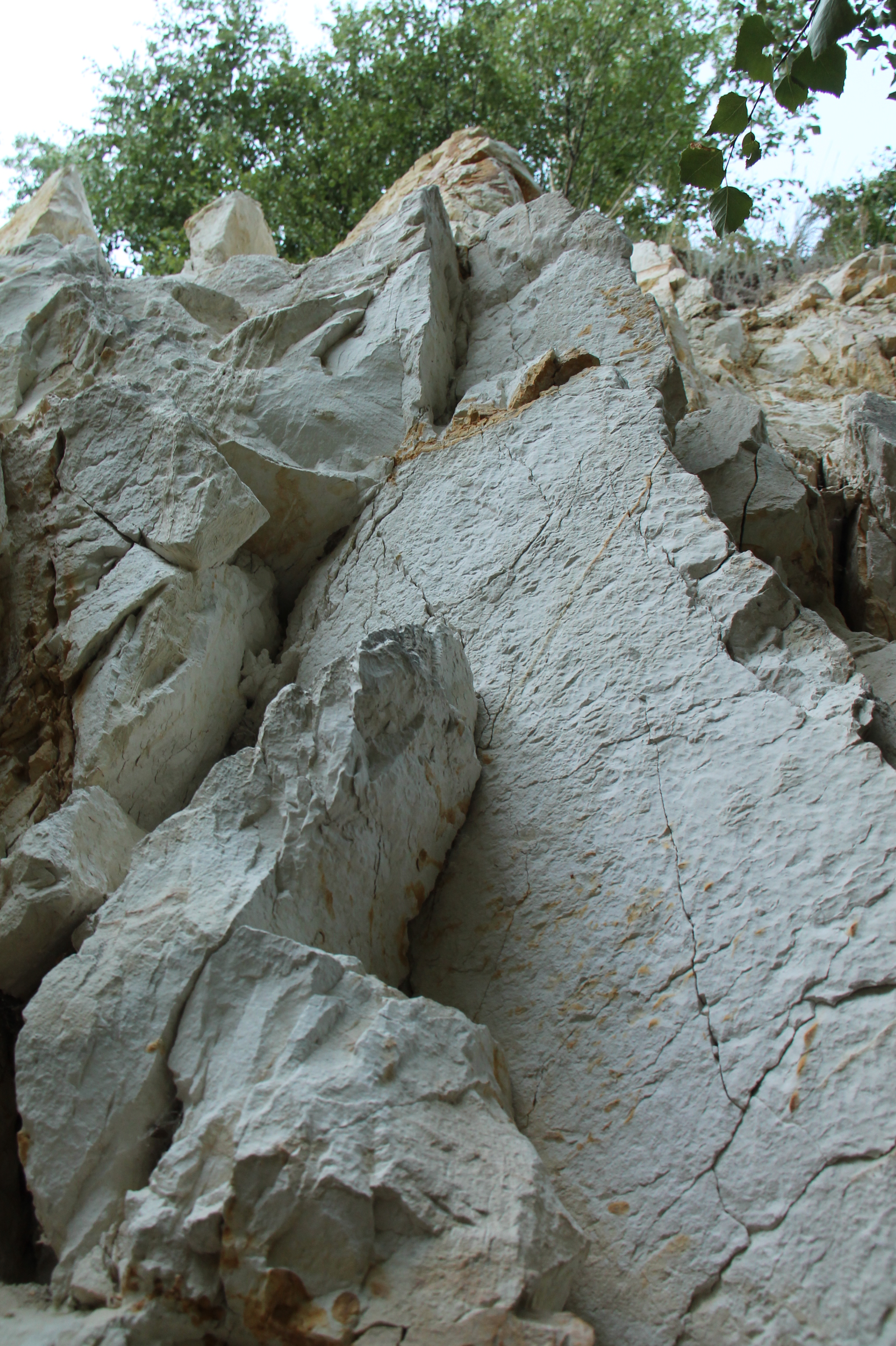
Гранное Ухо останец
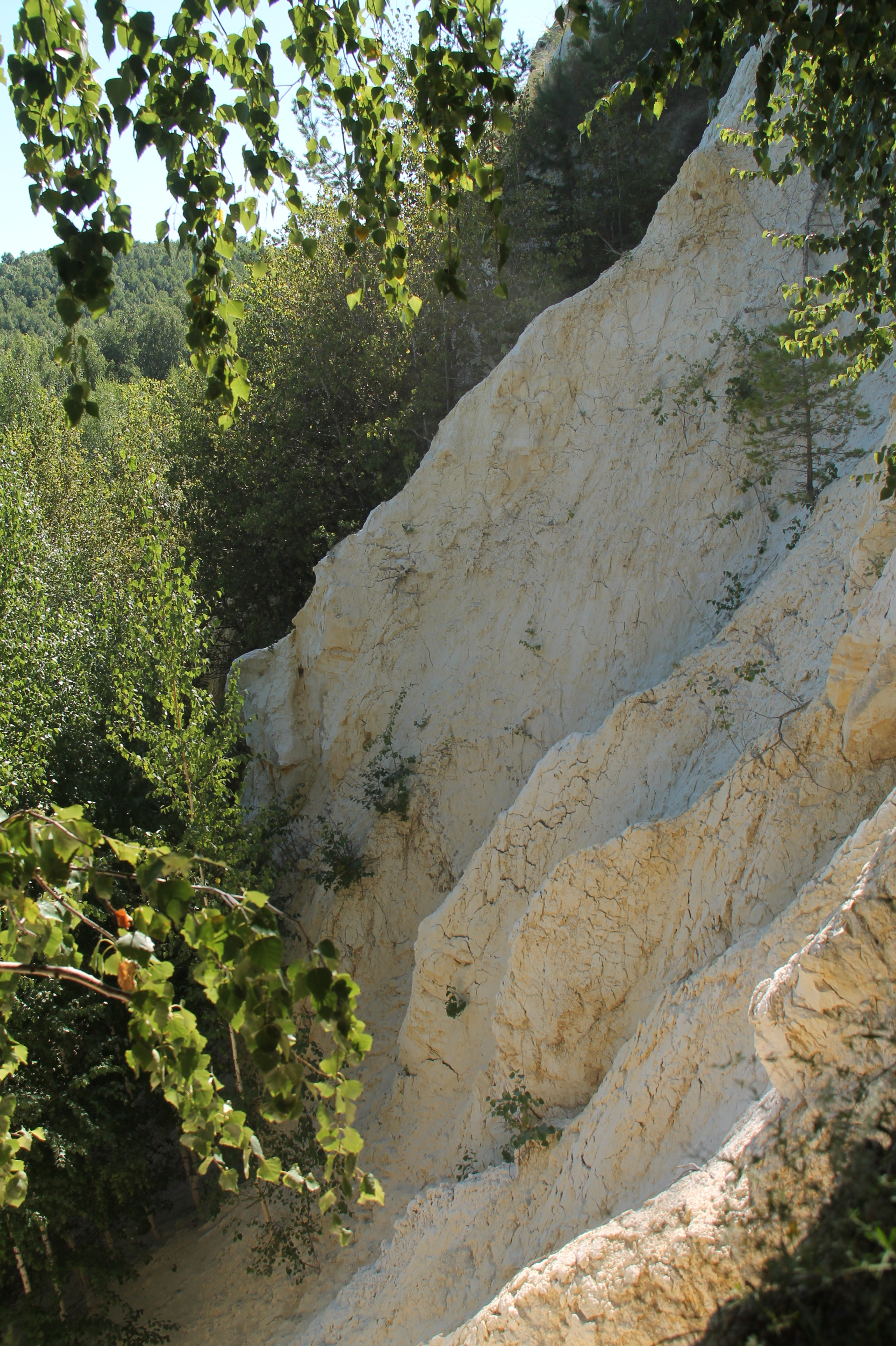
Гранное Ухо останец
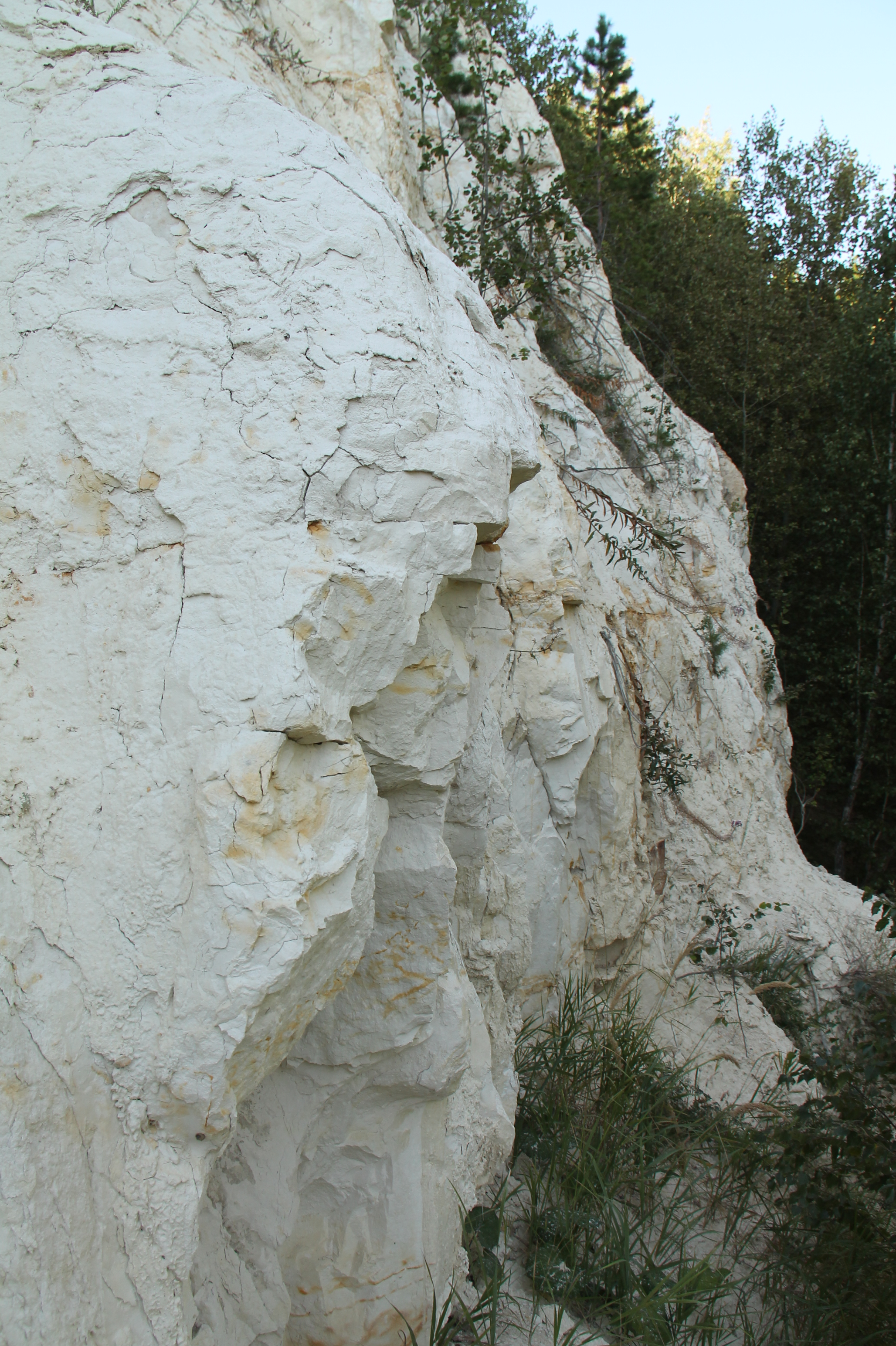
Гранное Ухо останец
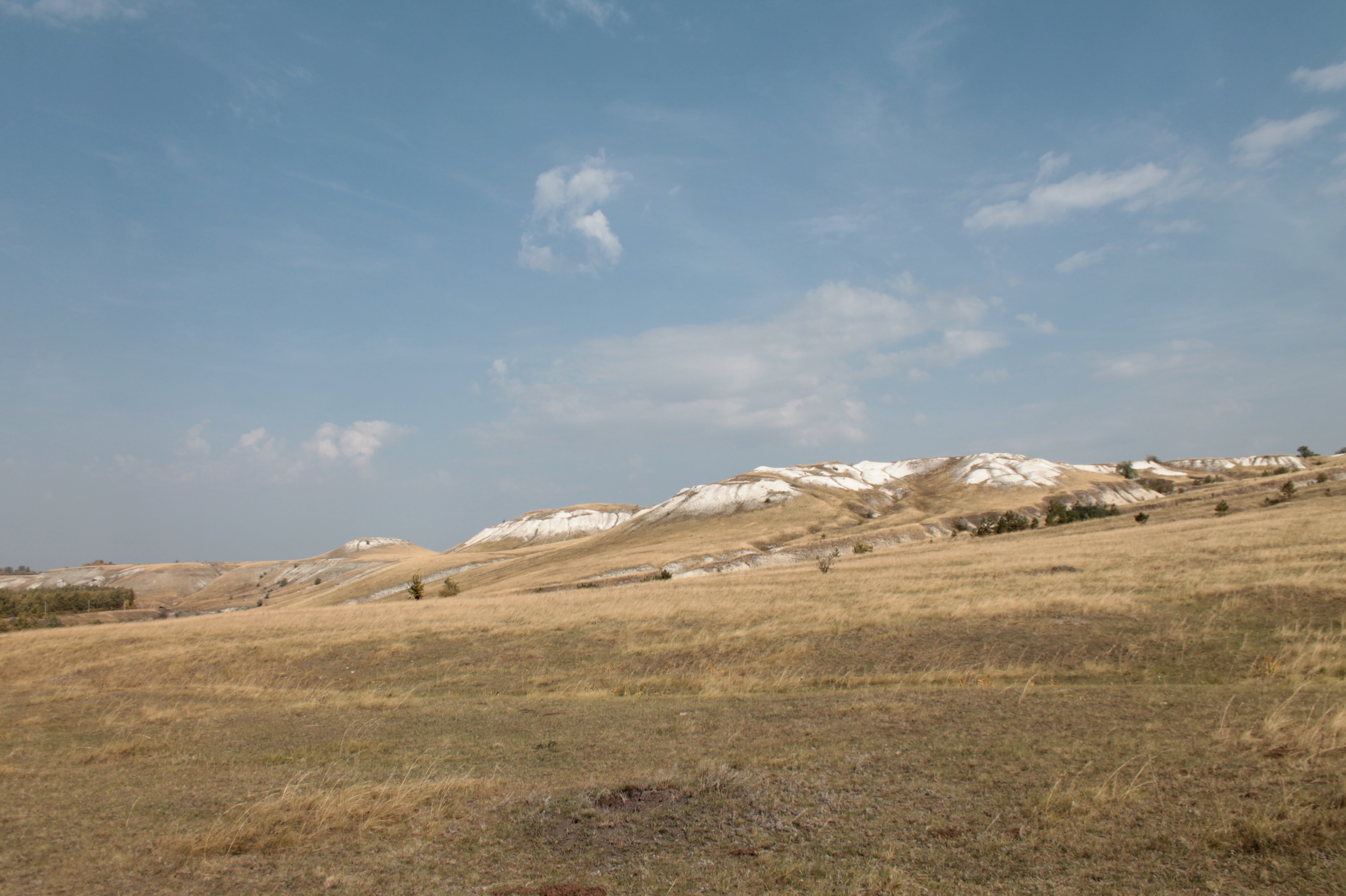
Меловые Сенгилеевские горы
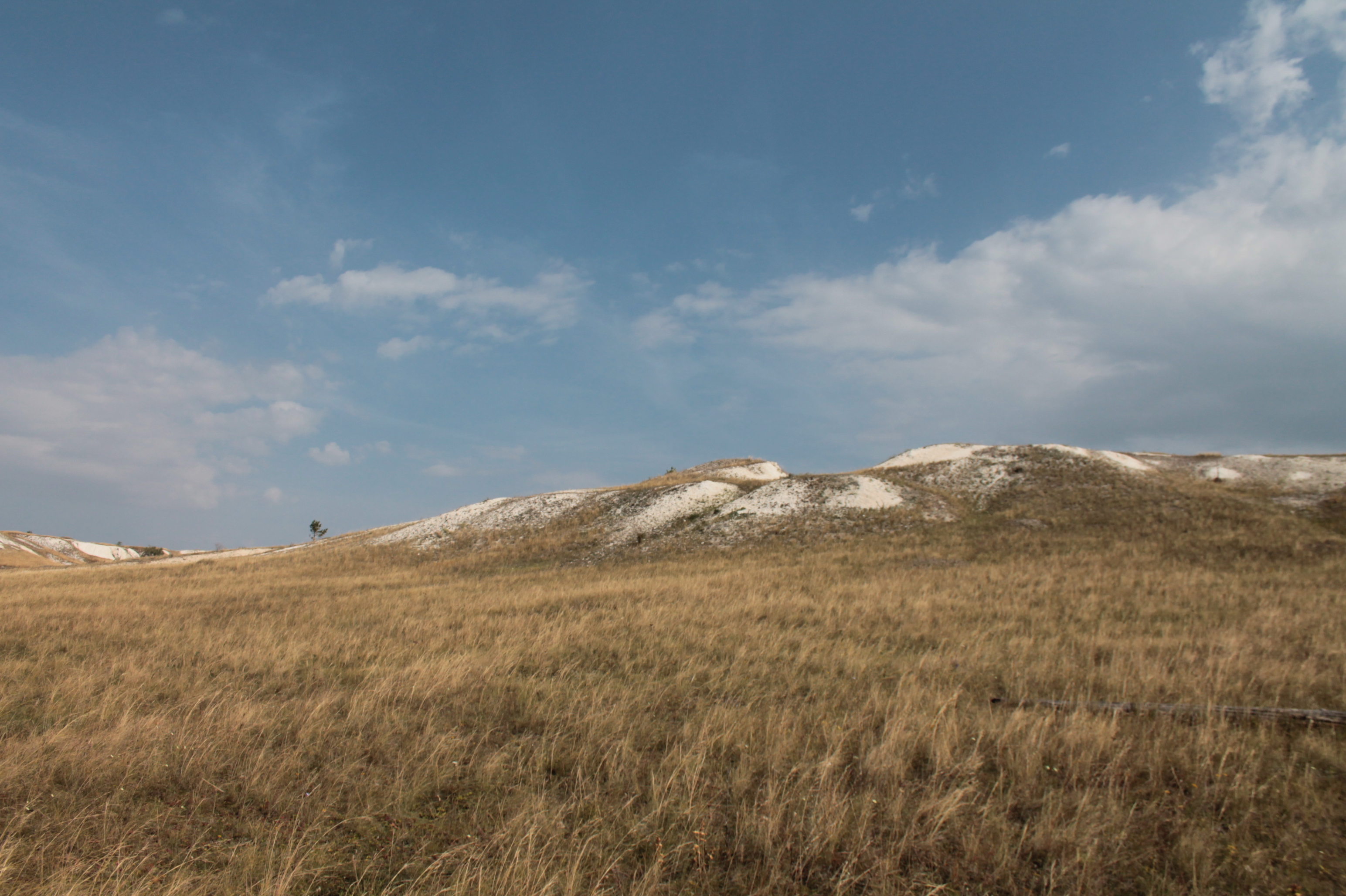
Меловые Сенгилеевские горы
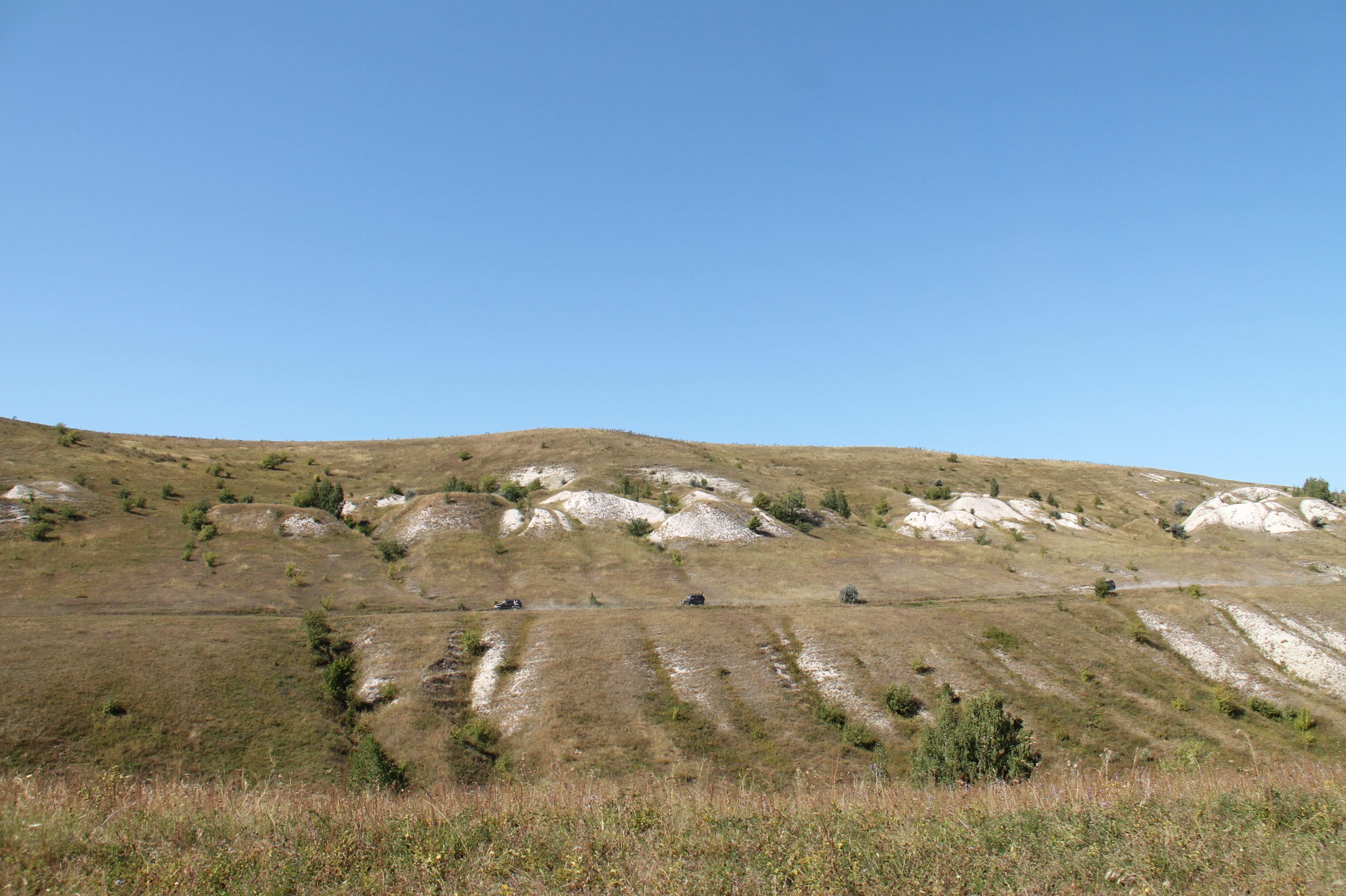
Дорога в Шиловской лесостепи